# Puente de Azenha
El Puente de Azenha es un puente histórico del barrio homónimo de la ciudad de Porto Alegre, Brasil, que cruza el arroyo Diluvio. Se ubica en la esquina de la Avenida da Azenha con la Avenida Ipiranga.

## Historia
La importancia histórica de este puente se debe al hecho de que la noche del 19 de septiembre de 1835 se libró el Combate del puente de Azenha que dio inicio a la Revolución Farroupilha El puente, que hasta ese momento era conocido como do Chico da azenha ya que en ese sitio había, desde 1777, un molino de agua de propiedad de Francisco Antonio da Silveira. Este puente permitía el tránsito entre el sur de la ciudad, donde estaban los molinos, con el centro a través de la vía que actualmente es la avenida João Pessoa hasta la plaza do Portão (actual Plaza Conde de Porto Alegre). Los farroupilhas consiguieron ocupar la ciudad aunque luego perderían el conflicto. La estructura actual data de 1935.
El día 29 de junio de 2008, el alcalde José Fogaça entregó a la ciudad el puente reformado. La reforma preservó las características originales del puente. Asimismo, las escaleras que daban acceso al arroyo Diluvio fueron alteradas para impedir que personas indigentes ocuparan la parte inferior del puente. 